# 科克舍套國家公園
53°15′N 68°26′E / 53.250°N 68.433°E

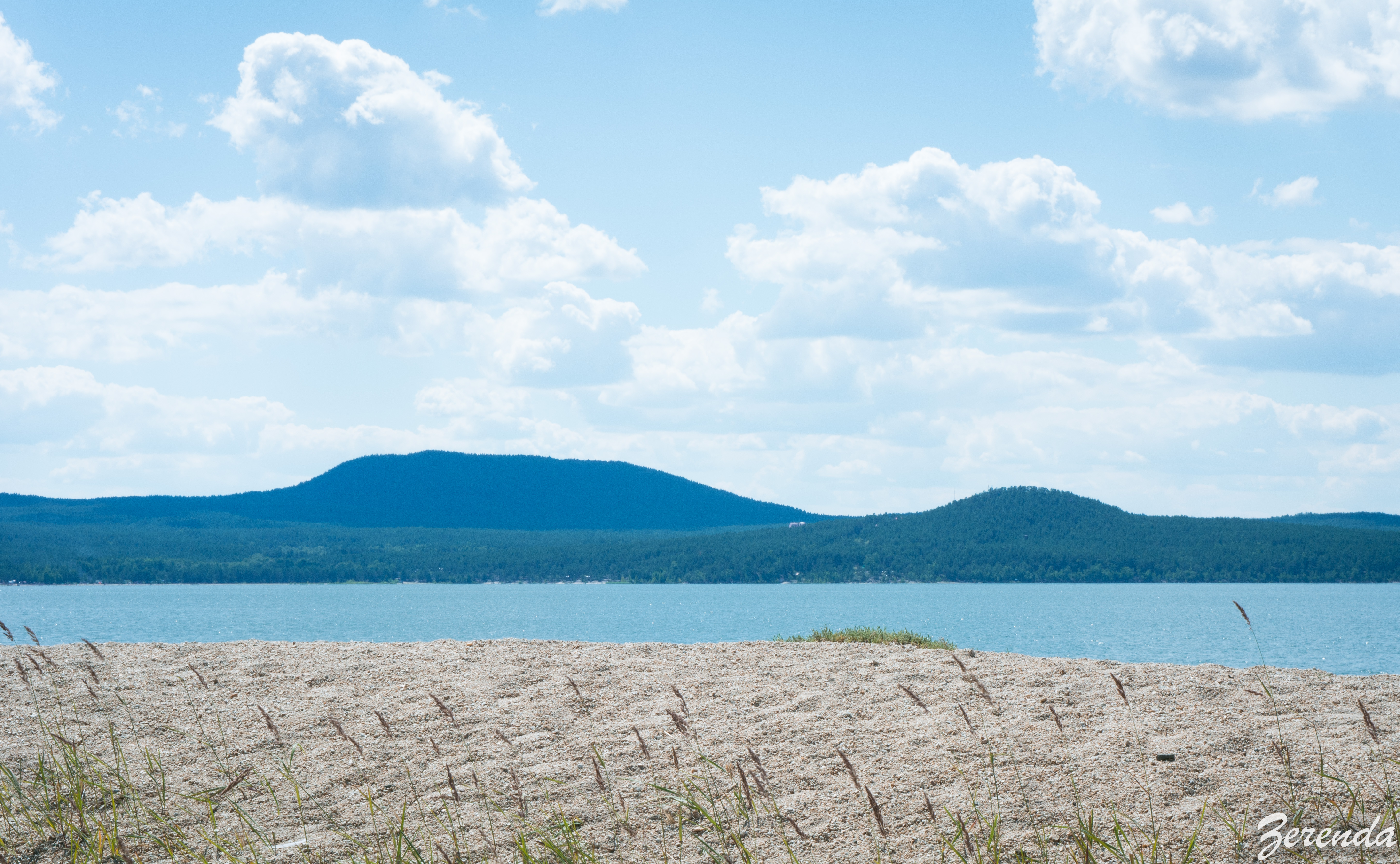

科克舍套國家公園是哈薩克的國家公園，位於該國北部，橫跨阿克莫拉州和卡拉干達州，處於首都努爾-蘇丹西北面275公里，成立於1996年，面積1,821平方公里。